# Virginiaklasse (slagschip)

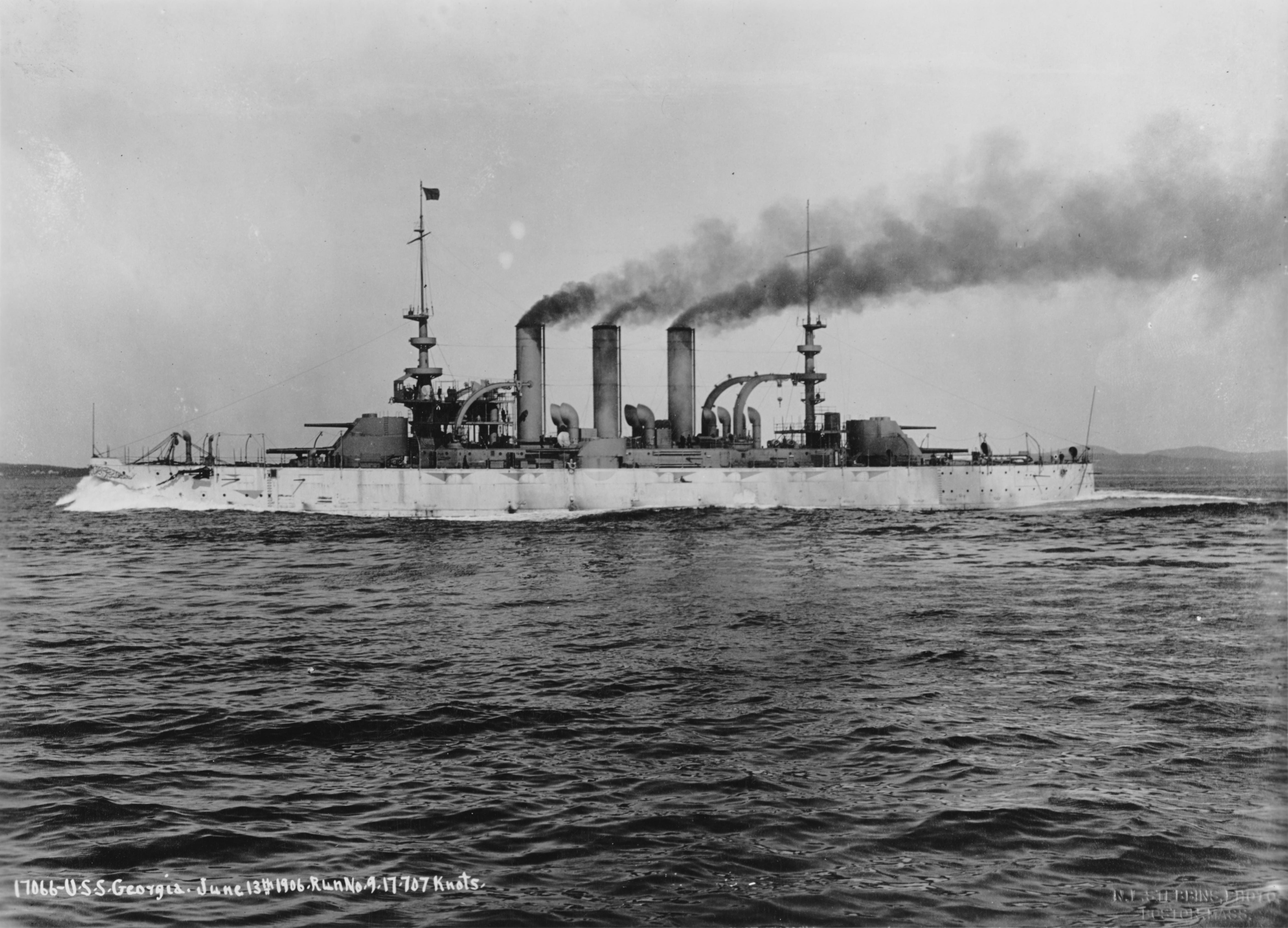
USS Georgia met oorspronkelijke masten

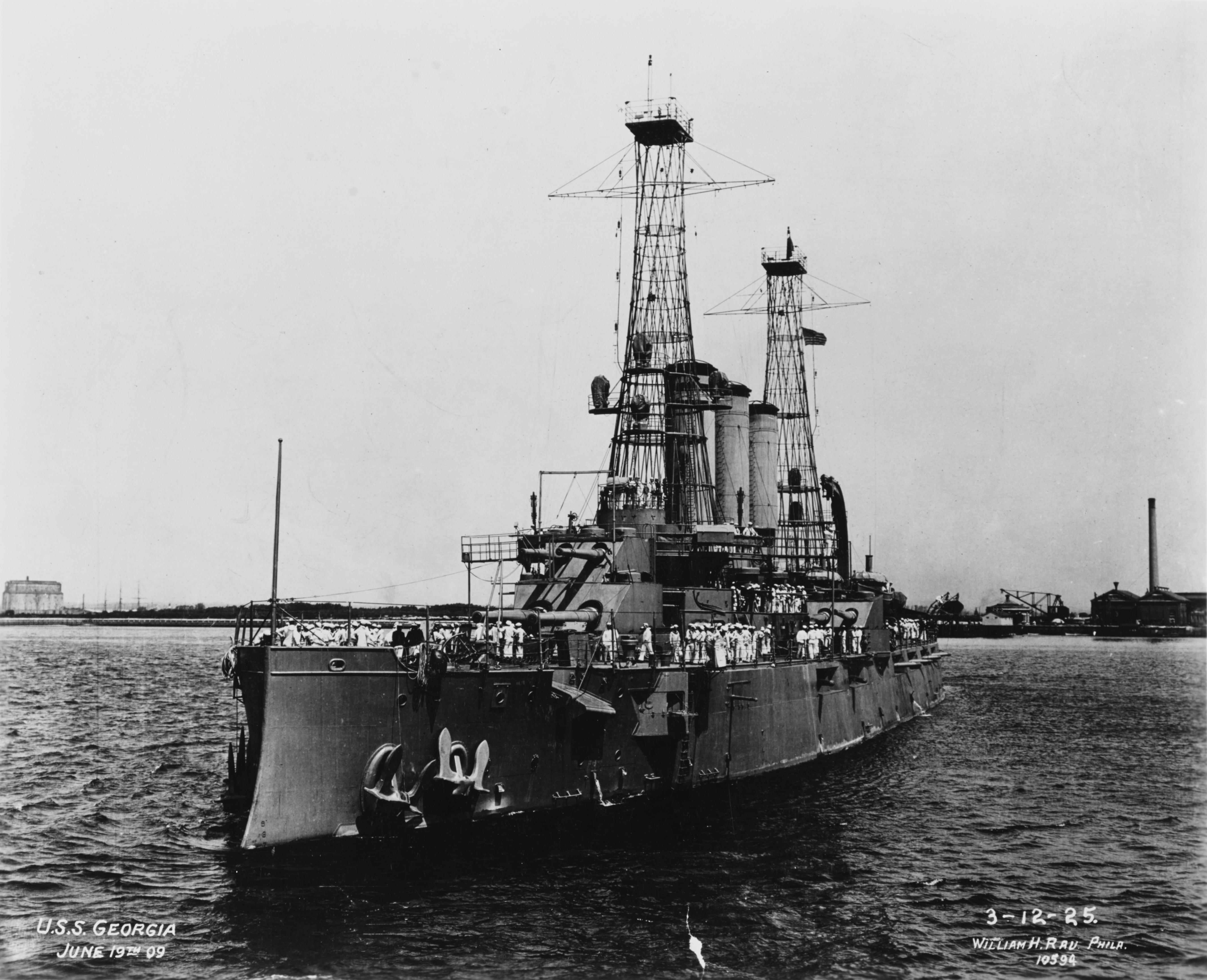
Vooraanzicht USS Georgia met de twee gestapelde torens beter zichtbaar en nieuwe vakwerkmasten

De slagschepen van de Virginiaklasse waren de eerste echte zeegaande slagschepen voor de Amerikaanse marine. De vijf schepen werden tussen 1906 en 1907 in dienst gesteld. De schepen namen deel aan de tocht rond de wereld van de Amerikaanse Great White Fleet. Voor de tweede en laatste keer experimenteerde de US Navy met het monteren van de 8 inchbatterij boven op de primaire 12 inchkanonnen. Evenals bij het voorgaande experiment, op de Kearsarge-klasse, maakte dit de 8 inchkanonnen nutteloos. De schepen werden in 1920 buiten dienst gesteld en rond 1923 gesloopt.

## Schepen in klasse
- USS Virginia (BB-13)
  - Kiellegging: 21 mei 1902
  - Tewaterlating: 6 april 1904
  - In dienst: 7 mei 1906
  - Uit dienst: 13 augustus 1920
  - Lot schip: gebruikt als doelschip, gezonken op 5 september 1923
- USS Nebraska (BB-14)
  - Kiellegging: 4 juli 1902
  - Tewaterlating: 7 oktober 1904
  - In dienst: 7 juli 1907
  - Uit dienst: 2 juli 1920
  - Lot schip: verkocht voor de sloop in november 1923
- USS Georgia (BB-15)
  - Kiellegging: 31 augustus 1901
  - Tewaterlating: 11 oktober 190
  - In dienst: 24 september 1906
  - Uit dienst: 15 juli 1920
  - Lot schip: verkocht voor de sloop in november 1923
- USS New Jersey (BB-16)
  - Kiellegging: 2 april 1902
  - Tewaterlating: 10 november 1904
  - In dienst: 11 mei 1906
  - Uit dienst: 6 augustus 1920
  - Lot schip: gebruikt als doelschip, gezonken in november 1923
- USS Rhode Island (BB-17)
  - Kiellegging: 1 mei 1902
  - Tewaterlating: 17 mei 1904
  - In dienst: 19 februari 1906
  - Uit dienst: 30 juni 1920
  - Lot schip: verkocht voor de sloop in november 1923